# Volvo TL31
Volvo TL31 är en serie allhjulsdrivna lastterrängbilar, tillverkade av lastbilstillverkaren Volvo Lastvagnar mellan åren 1956–1962.

## Historik
Fordonet var utrustad motormodellen D96, (samma som i Volvo Titan). Bilen har differentialspärrar på alla 3 axlarna för god framkomlighet i terräng, maxfarten är cirka 75-80 km/h. Fordonet fanns inom det svenska försvaret i tre olika grundversioner, Lastterrängbil 934, Bärgningsterrängbil 965 och Haveribil 914. Civilt fanns den bland annat som brandbil.
Den hade 5-växlad låda med synkronisering på de fyra högsta växlarna kopplad till en 2-växlad osynkroniserad fördelningslåda. Bromsarna var trycklufthydrauliska. 
Bärgningsterrängbil 965 är baserad på en ramförkortad och ramförstärkt lastterrängbil 934 försedd med bärgningsutrustning vilken är av typ Holmes och är överflyttad från bärgningsterrängbil m/46 (bgtgbil m/46).
Haveribil 914 är baserad på samma grund som Lastterrängbil 934 och Bärgningsterrängbil 965, men var anpassad för brand- och räddningsinsatser vid flottiljer och flygbaser.

## Militära versioner
| Grundversion | Modell     | Militär benämning       | Förkortning  | Tillverkad | Motor | Kommentar         |
| ------------ | ---------- | ----------------------- | ------------ | ---------- | ----- | ----------------- |
| TL31         | TL31/L3164 | Lastterrängbil 934      | Ltgbil 934   | 1956–1962  | D96AS | Marinen           |
| TL31         | TL31/L3164 | Lastterrängbil 934F     | Ltgbil 934F  | 1956–1962  | D96AS | Armén, fordons-lv |
| TL31         | TL31/L3164 | Lastterrängbil 934BF    | Ltgbil 934BF | 1956–1962  | D96AS | Armén, fordons-lv |
| TL31         | TL31/L3164 | Bärgningsterrängbil 965 | Bgtgbil 965  | 1956–1962  | D96AS | Armén             |
| TL31         | TL31/L3164 | Haveribil 914           | (ingen)      | 1956–1962  | D96AS | FV & Marinen      |
| TL31         | TL31/L3164 | Haveribil 914B          | (ingen)      | 1956–1962  | D96AS | Marinen           |
| TL31         | TL31/L3164 | Haveribil 914C          | (ingen)      | 1956–1962  | TD96B | Flygvapnet        |

## Galleri

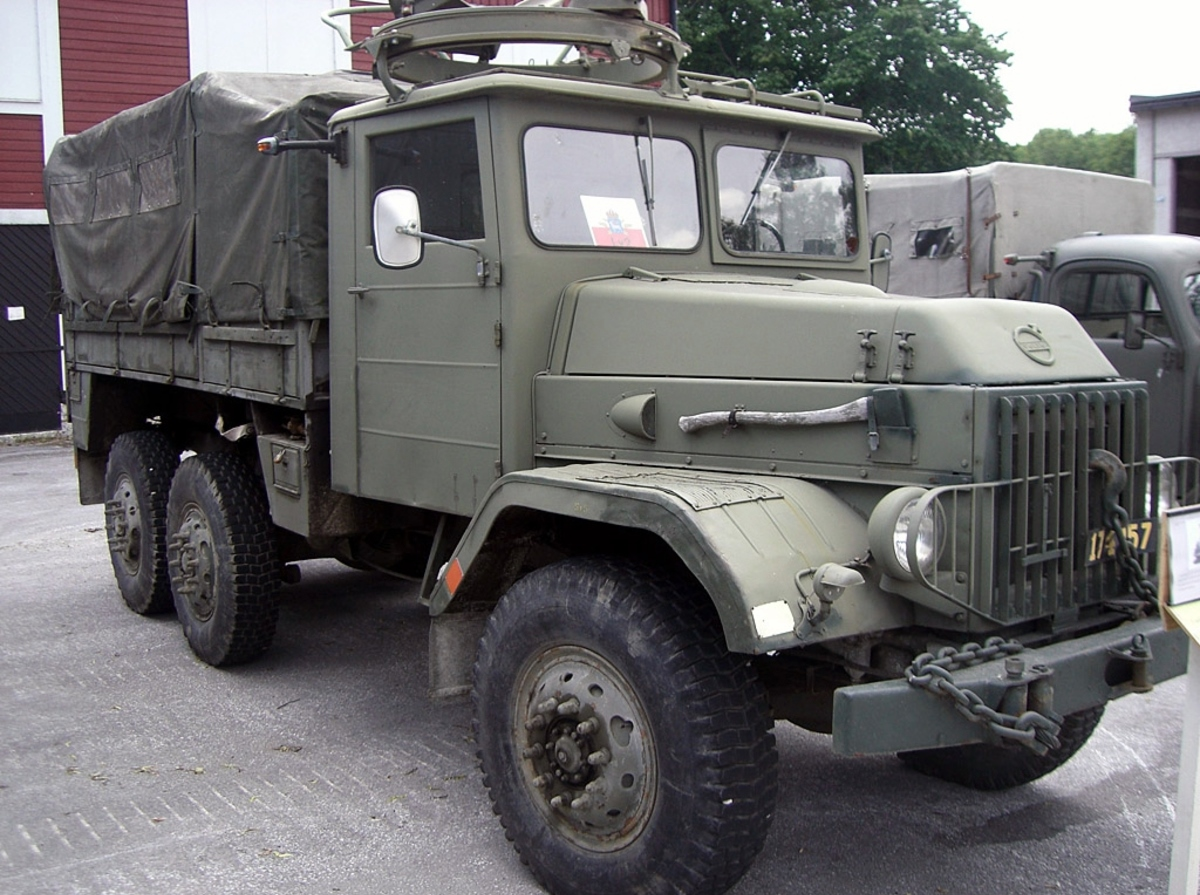
Lastterrängbil 934
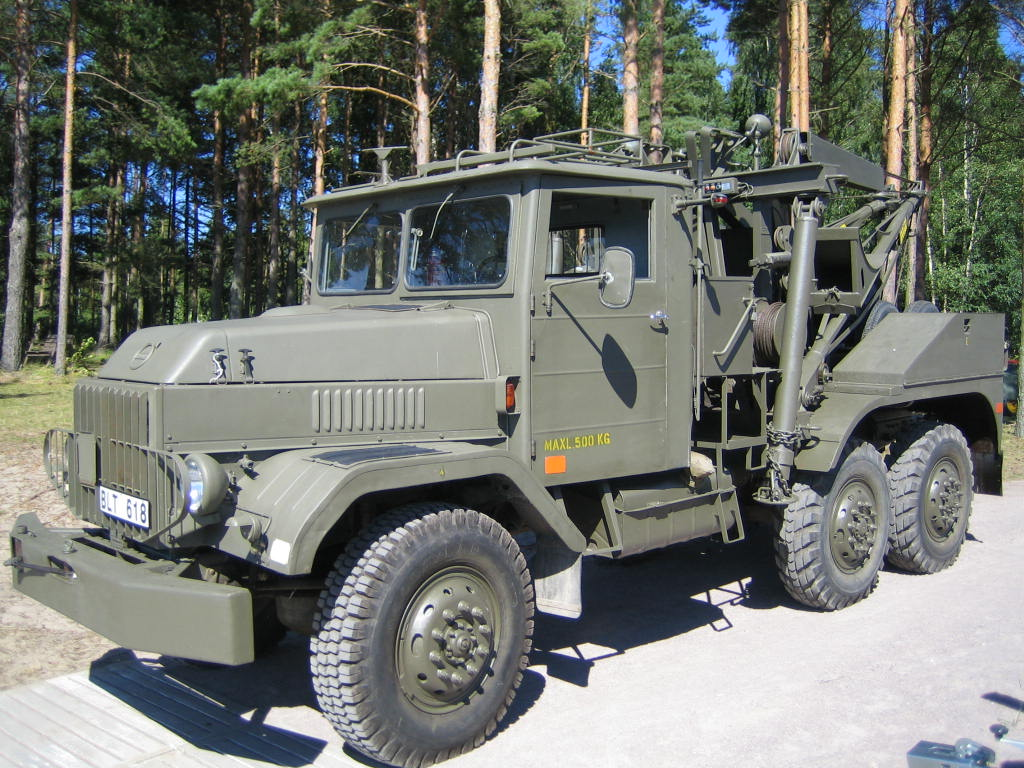
Bärgningsterrängbil 965
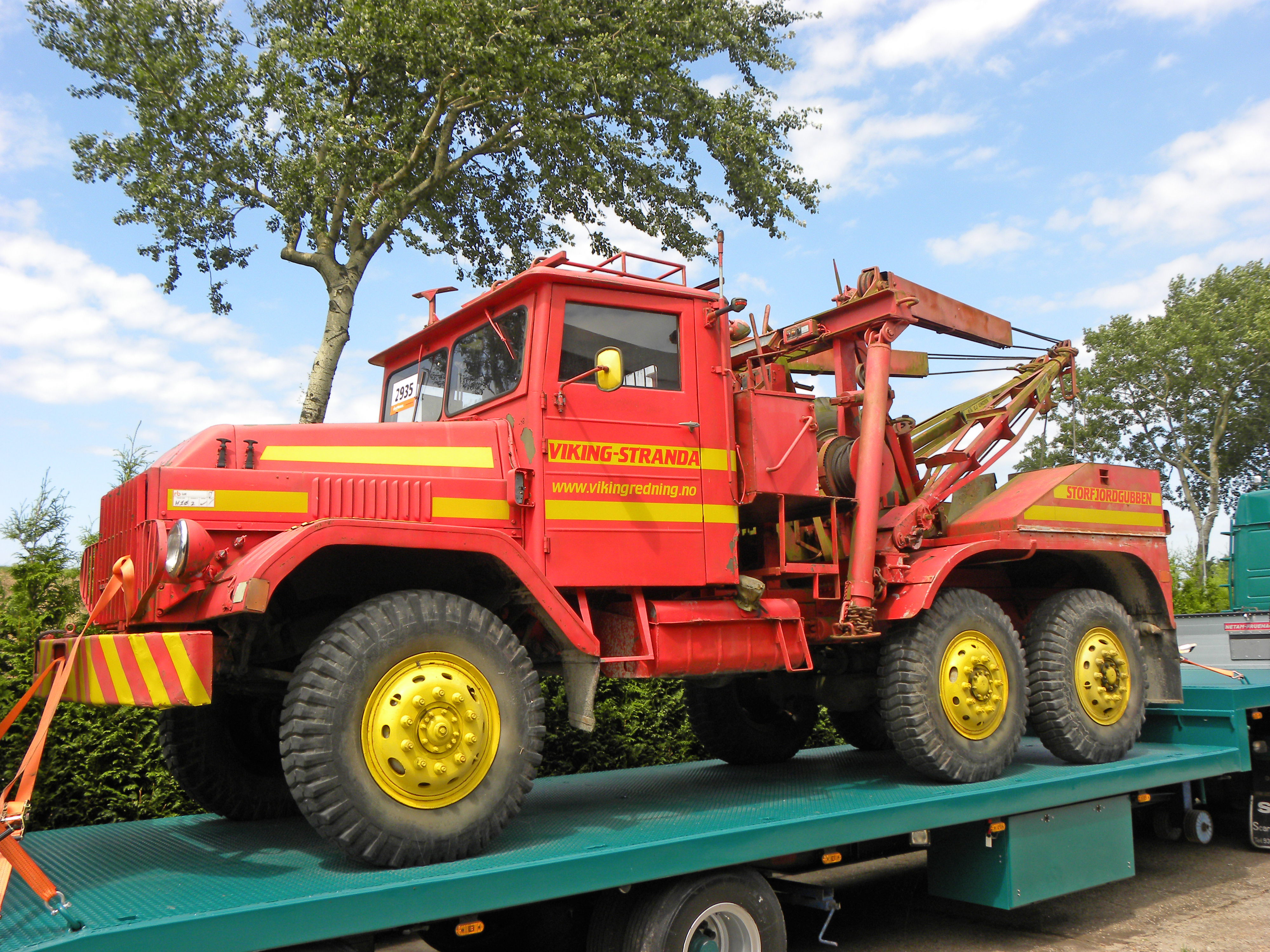
Civilmålad bärgningsterrängbil